# Mönsterås–Åseda Järnväg
Mönsterås–Åseda Järnväg (MÅJ) var en svensk smalspårig järnväg med 891 mm spårvidd mellan Mönsterås och Fagerhult i Kalmar län. Banan började byggas 1901 och nådde Fagerhult 1916.  Koncessionen drogs redan 1907 tillbaka för Fagerhult–Åseda, men man valde ändå att behålla Åseda i namnet. 

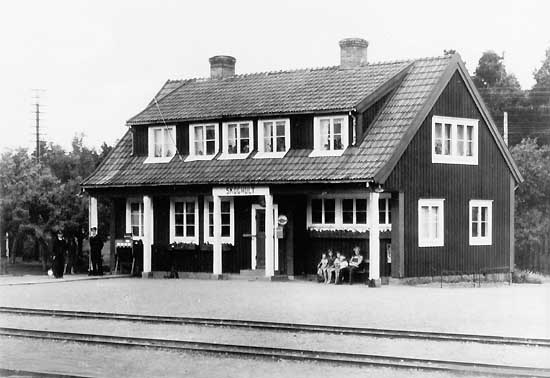
Skoghults station, föreningsstation med Ruda-Älghults Järnväg.

## Historia
Koncessionen söktes 1897 och beviljades 1899. Mönsterås–Åseda Järnvägsaktiebolag bildades 7 maj 1900 men byggstarten dröjde eftersom finansieringen inte var löst. Järnvägen skulle gå till Åsheda i Kronobergs län med anslutning till Växjö–Klavreström–Åseda Järnväg (VKÅJ) och därmed ge Växjö en förbindelse med ytterligare en hamn vid Östersjön (Växjö hade redan normalspårig förbindelse med Karlskrona och Kalmar). Efter att banan till Sandbäckshult öppnade fortsatte bygget mot Kråksmåla men 1903 var kapitalet slut och arbetet upphörde. Finansieringen löstes genom ett banklån som Mönsterås kommun gick i borgen för. Kommunens borgensbeslut överklagades och bankerna betalade inte ut lånet, men genom personliga åtagande av styrelsen, ackord med fordringsägare, fördelaktiga avtal och obligationslån fortsatte byggandet 1904 till Alsterbro. Kunglig Majestät beslutade 1905 att beslutet om borgen från Mönsterås kommun inte gällde och bolaget gick i konkurs samma år. 1907 drogs koncessionen tillbaka för Fagerhult–Åseda och därmed var planerna på en förbindelse med VKÅJ borta. Ett nytt bolag bildades 1910 och planerna för fortsatt byggande återupptogs. Byggandet mellan Alsterbro och Grönskåra finansierades genom ny aktieteckning och ett obligationslån. Fagerhult verkade för en fortsättning och genom ytterligare aktieteckning och löpande kredit påbörjades förlängningen 1913.
Bolaget sökte och beviljades koncession för två förlängningar från Fagerhult. Den första till Triabo station på Växjö–Virserums Järnväg (VVJ) men MÅJ avstod 1918. Istället sökte man en förlängning till Virserum också vid VVJ men den fick förfalla.
När järnvägen var färdig med kompletteringar 1920 hade den kostat 1 650 000 kronor. Det fanns lokstallar på fyra orter. Det löpande underhållet sköttes av Kalmar Verkstadsaktiebolag där MÅJ var delägare. Vid denna tid började landsvägstrafik så smått ta över särskilt persontrafik och det byggdes inte mycket järnväg i Sverige efter 1925.

### Invigningsdatum per bandel
- Mönsterås–Sandbäckshult (12 km): 17 oktober 1902
- Sandbäckshult–Alsterbro (27 km): 22 januari 1905
- Alsterbro–Kråksmåla (10 km): 20 september 1912
- Kråksmåla–Grönskåra (11 km): 4 juni 1913
- Grönskåra–Fagerhult (11 km): 24 november 1916

### Ägande
Mönsterås–Åseda Järnvägsaktiebolag gick i konkurs 1905 med skulder på 1 225 000 kronor och tillgångar på 765 000 kronor. Bolaget drevs vidare av konkursförvaltaren och bjöds ut på auktion fyra gånger. Konkursboet köptes slutligen 1910 av Kalmar läns östra järnvägsaktiebolag, som också ägde Kalmar–Berga Järnväg (KBJ), för 400 000 kronor. Ett nytt dotterbolag bildades, Mönsterås nya Järnvägsaktiebolag, men signaturen fortsatte att vara MÅJ. KBJ och MÅJ hade samtrafik och utnyttjade lok och vagnar gemensamt. 
Detta ägandeförhållande fortsatte till den 1 juli 1940 då Svenska staten köpte MÅJ och KBJ av Kalmar läns östra järnvägsaktiebolag. Bolagen införlivades i Statens Järnvägar (SJ) som rationaliserade verksamheten, bland annat genom att ersätta ångloksdragna tåg med motorvagnar (fabrikat Hilding Carlsson) och genom att förbättra signalsystemet.

### Nedläggning
Redan innan staten köpte järnvägen begärde bolaget tre gånger, med början 1926, att få lägga ner trafiken mellan Sandbäckshult och Fagerhult men det beviljades inte. Ekonomin hade varit vikande under lång tid och till slut fattades beslut om nedläggning av banan. Den 1 september 1959 lades persontrafiken på bandelen Sandbäckshult–Fagerhult ned, följt av sträckan Mönsterås–Sandbäckshult 1 februari 1962. Den 26 maj 1963 lades godstrafiken ner mellan Sandbäckshult–Fagerhult och därefter revs spåret upp. Stora delar av denna banvall finns kvar men är övervuxen.

### Normalspår
Mönsterås bruk som togs i drift i slutet på 1950-talet behövde en järnvägsanslutning. I början gick transporterna med järnvägsvagnar på väg med en vagnbjörn mellan bruket och Stubbemåla där det byggdes en omlastningsplats till järnvägen. I slutet på 1960-talet bestämdes att delen Mönsterås–Sandbäckshult och Kalmar–Berga Järnväg (KBJ) skulle byggas om till normalspår. Statens Järnvägar med hjälp av AMS byggde en ny normalspårig järnväg (industrispår) från bruket till Mönsterås station och breddade spåret till Stubbemåla. I Stubbemåla byggdes omlastningsplatsen om så att normalspåriga vagnar kunde lastas på smalspåriga överföringsvagnar som gick till Kalmar. Trafikstarten på industrispåret skedde 1972 och omlastningen pågick till 1973 då ombyggnaden till normalspår av KBJ mellan Sandbäckshult och Kalmar med hjälp av AMS-medel stod klar,  samtidigt som delen Mönsterås–Sandbäckshult färdigställdes i och med den nuvarande anslutningen i riktning mot Blomstermåla/Kalmar.

## Bevarade fordon

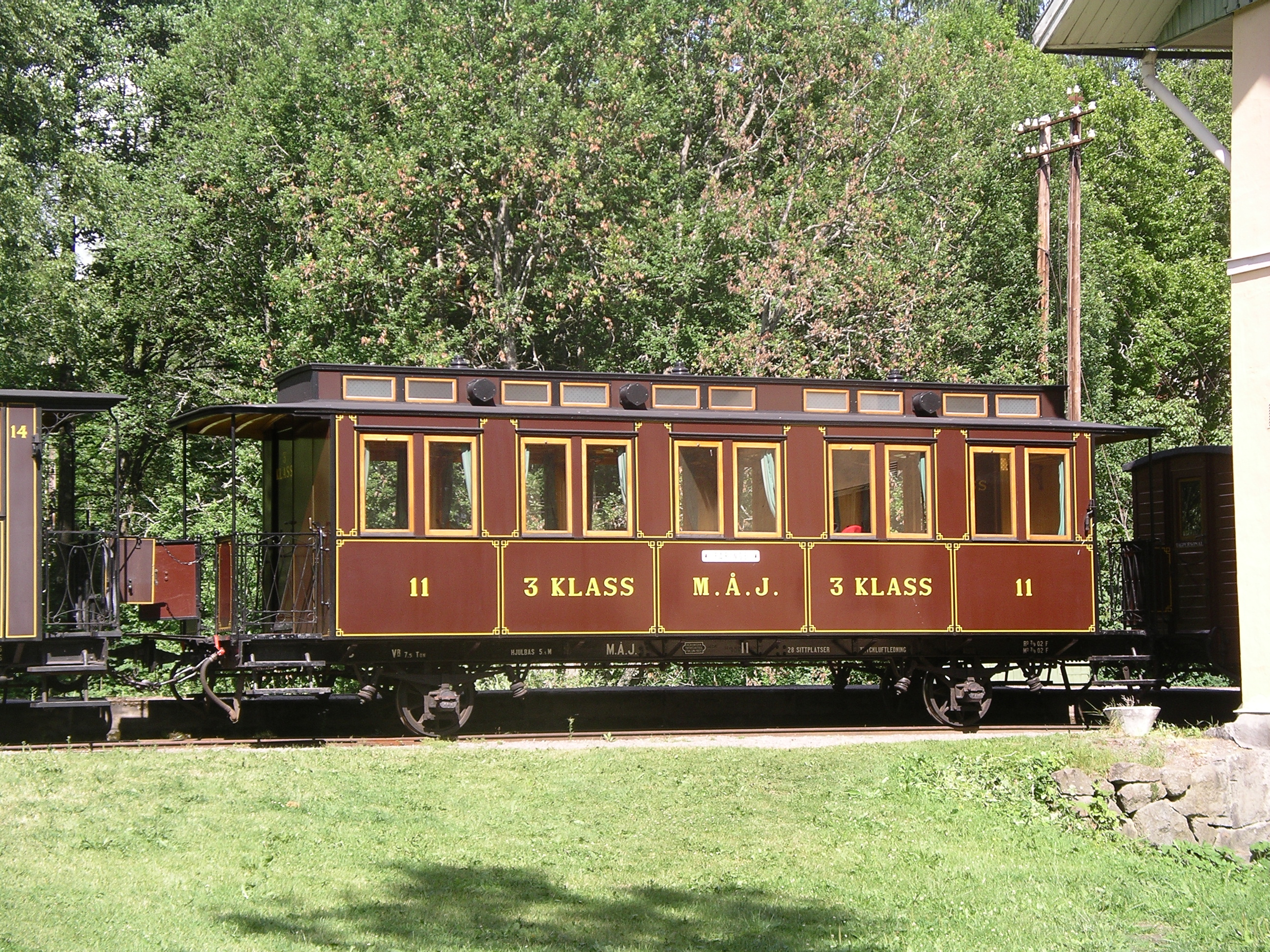
Personvagn C 11

Det finns flera bevarade fordon från MÅJ vid olika museijärnvägar i Sverige. Vid museiföreningen Anten–Gräfsnäs Järnväg finns lok nr 5, dock ej i kördugligt skick.
Museiföreningen Upsala–Lenna Jernväg har personvagn C 11 med tredjeklasskupé i trafik. Åren 1996 till 2002 genomgick vagnen en genomgripande renovering till sitt leveransutförande. 
År 2014 upptäcktes resterna av järnvägens motorvagn nr 10 i Gottåsa utanför Grimslöv  och senare samma år kom museiföreningen Gotlands Hesselby Jernväg att ta över vagnskorgen för renovering.

## Galleri

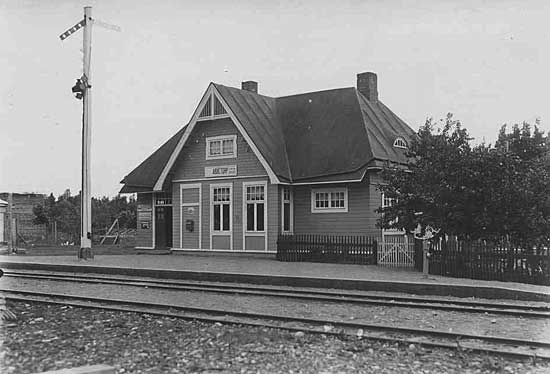
Abbetorps station 1910
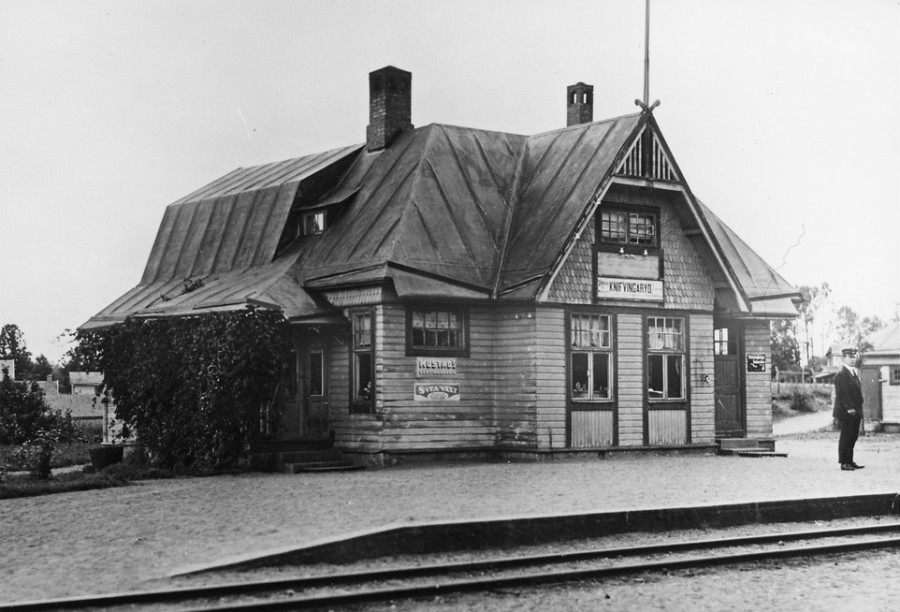
Knivingaryds station 1910
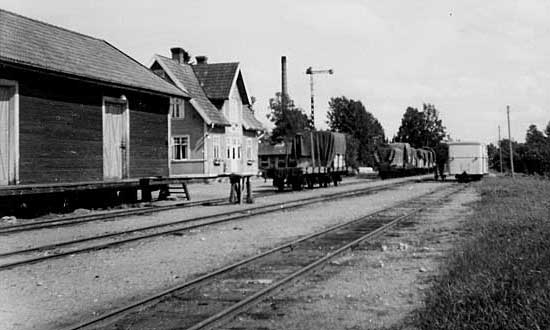
Fagerhults station 1950-tal
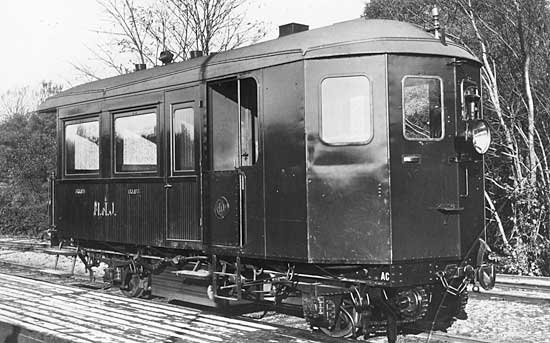
Motorvagn nr 10, 1910
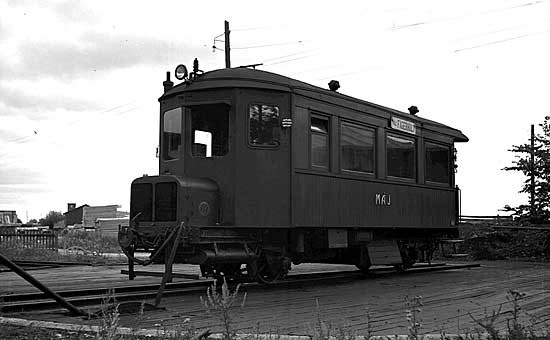
Motorvagn nr 10, 1939